# Anatoli Iwanowitsch Nasarenko
Anatoli Iwanowitsch Nasarenko, russisch Анатолий Иванович Назаренко, wiss. Transliteration Anatolij Ivanovič Nazarenko, (* 19. Dezember 1948 in Alma-Ata, Kasachische SSR) ist ein ehemaliger sowjetischer Ringer.

## Werdegang
Anatoli Nasarenko begann mit 12 Jahren mit dem Ringen. Nach Erfolgen in den Jugend- und Juniorenklassen wurde zum Sportclub Dinamo Alma-Ata delegiert. Als Angehöriger der sowjetischen Sicherheitsorgane konnte er sich voll auf das Ringen konzentrieren. Unter seinem Trainer Wadim Psarew schaffte er mit 20 Jahren den Sprung in die sowjetische Nationalmannschaft. Er war bei einer Größe von 1,75 m und einem Gewicht von ca. 85 kg ein kraftvoller, untersetzter Typ. 1970 wurde er erstmals bei einer internationalen Meisterschaft eingesetzt. Bei der Weltmeisterschaft in Edmonton in Kanada wurde er auf Anhieb Weltmeister im Mittelgewicht im griechisch-römischen Stil. Daran änderte auch die Tatsache nichts, dass er im Kampf gegen Petar Krumow aus Bulgarien gemeinsam mit diesem wegen Passivität disqualifiziert wurde.
Im Jahr 1971 gelang es Nasarenko bei der Weltmeisterschaft in Sofia nicht, den WM-Titel zu verteidigen. Er verlor im Finale gegen den ungarischen Neuling Csaba Hegedűs, der in einer Superform antrat und auch Nasarenko vorzeitig besiegte.
Bei der Europameisterschaft 1972 in Kattowitz, bei der Hegedűs fehlte, wurde er mit sechs Siegen erstmals Europameister, obwohl er in einem Vorrundenkampf von dem Rumänen Ion Gabor überrascht und geschultert wurde. Im gleichen Jahr startete er auch bei den Olympischen Spielen in München. Wieder wurde er von Csaba Hegedűs, diesmal nach Punkten geschlagen, so dass für ihn nur die Silbermedaille blieb.
Im Jahr 1973 startete Nasarenko weder bei der Europameisterschaft noch bei der Weltmeisterschaft. Das Jahr 1974 war aber dann für ihn sehr erfolgreich, denn er wurde in Madrid Europameister und in Kattowitz Weltmeister. In Madrid besiegte er im Endkampf den Bundesdeutschen Werner Schröter nach Punkten und in Kattowitz glänzte er mit sieben Siegen, die zum Titelgewinn nötig waren.
Bei der Weltmeisterschaft 1975 in Minsk gelang ihm endlich ein Sieg über Csaba Hegedűs, was gleichbedeutend mit dem Gewinn des dritten WM-Titels war. Im Jahr 1976 verlor Nasarenko bei den sowjetischen Meisterschaften gegen Wladimir Tscheboksarow und wurde deshalb weder bei den Europameisterschaften noch bei den Olympischen Spielen eingesetzt.
Im Jahr 1977 war er noch einmal bei der Europameisterschaft im türkischen Bursa dabei. Er konnte aber den Titel nicht  erringen, da er von dem 20-jährigen Rumänen Ion Draica und dem Bulgaren Pawel Christow besiegt wurde. Er kam aber auf den dritten Platz.
Danach wurde Anatoli Nasarenko bei internationalen Meisterschaften nicht mehr eingesetzt. Er wurde zum Trainer ausgebildet, ging gegen Ende der 1990er Jahre in die USA und ist jetzt dort als Ringertrainer tätig.

## Internationale Erfolge
| Jahr | Platz  | Wettbewerb                                        | Gewichtsklasse | Ergebnisse |
| 1970 | 1.     | WM in Edmonton                                    | Mittel         | nach Siegen über Kenjirō Hiraki, Japan, Adam Ostrowski, Polen, Milan Nenadić, Jugoslawien und Jan Kärström, Schweden; im Kampf Nasarenko gegen Petar Krumow, Bulgarien, wurden beide Ringer wegen Passivität disqualifiziert        |
| 1971 | 1.     | Armee-Meisterschaft der „Warschauer-Pakt“-Staaten | Mittel         | vor Rudolf Vesper, DDR und Kovacs, Ungarn |
| 1971 | 2.     | WM in Sofia                                       | Mittel         | mit Siegen über Harald Barlie, Norwegen, Ali Yağmur, Türkei, Antonius De Rooy, Niederlande, Kiril Dimitrow, Bulgarien und Frank Hartmann, DDR, einem Unentschieden gegen Ostrowski und einer Niederlage gegen Csaba Hegedűs, Ungarn |
| 1972 | 1.     | Memorial „Roger Coulon“ in Clermont-Ferrand       | Mittel         | vor Milan Nenadic, Jugoslawien, Andre Bouchoule, Frankreich und Jimmy Martinetti, Schweiz |
| 1972 | 1.     | „Iwan-Poddubny“-Memorial in Minsk                 | Mittel         | vor Milan Nenadic und Muchanow, UdSSR |
| 1972 | 1.     | EM in Kattowitz                                   | Mittel         | mit Siegen über József Juhász, Ungarn, John Petersen, Dänemark, Dimitrios Savas, Griechenland, Dimitrow, Nenadić und Miroslav Janota, Tschechoslowakei und trotz einer Niederlage gegen Ion Gabor, Rumänien                         |
| 1972 | Silber | OS in München                                     | Mittel         | mit Siegen über Reinhold Hucker, BR Deutschland, Dimitrow, Nenadić, Gabor, Yağmur und einer Niederlage gegen Csaba Hegedűs |
| 1974 | 1.     | EM in Madrid                                      | Mittel         | mit Siegen über Miroslav Janota, Ömer Suzan, Türkei, Volker Zwick, DDR, Dimitrow, André Bouchoule, Frankreich und Werner Schröter, BR Deutschland                                                                                   |
| 1974 | 1.     | WM in Kattowitz                                   | Mittel         | mit Siegen über Stefan Ghenerali, Albanien, Klaus Mysen, Norwegen, Nenadić, Miroslav Janota, Dimitar Iwanow, Bulgarien, Miklós Hegedűs, Ungarn und Ion Enache, Rumänien                                                             |
| 1975 | 1.     | WM in Minsk                                       | Mittel         | mit Siegen über Dan Chandler, USA, Leif Andersson, Schweden, Iwanow, Csaba Hegedűs, Ostrowski und Enache |
| 1976 | 1.     | Großer Preis der BR Deutschland in Aschaffenburg  | Mittel         | vor Ion Enache, Rumänien, Pawel Pawlow, Bulgarien Andre Bouchoule und Kurt Götze, DDR |
| 1977 | 1.     | Großer Preis der BR Deutschland in Aschaffenburg  | Mittel         | vor Leif Andersson, Jan Dolgowicz, Polen, Kurt Spaniol, BR Deutschland, Andre Bouchoule und Franz Pitschmann, Österreich |
| 1977 | 3.     | EM in Bursa                                       | Mittel         | mit Siegen über Jimmy Martinetti, Schweiz, Dolgowicz, Suzan und István Nagy, Ungarn und Niederlagen gegen Ion Draica, Rumänien und Pawel Christow, Bulgarien                                                                        |

## Sowjetische Meisterschaften
| Jahr | Platz | Gewichtsklasse | Ergebnisse                                        |
| 1969 | 1.    | Mittel         | vor J. Schjelest u. A. Artemjew                   |
| 1970 | 2.    | Mittel         | hinter Tamas Maschawariani und vor Said Abdulajew |
| 1971 | 1.    | Mittel         | vor Leonid Liberman und Wladimir Netschajew       |
| 1973 | 1.    | Mittel         | vor Awo Talpas und Olev Kiirend                   |
| 1974 | 1.    | Mittel         | vor Wladimir Tscheboksarow und T. Kiknadse        |
| 1975 | 1.    | Mittel         | vor Wladimir Tscheboksarow und S. Klimow          |
| 1976 | 2.    | Mittel         | hinter Wladimir Tscheboksarew, vor Kasim Chalilow |

Erläuterungen
- alle Wettkämpfe im griechisch-römischen Stil
- OS = Olympische Spiele, WM = Weltmeisterschaft, EM = Europameisterschaft
- Mittelgewicht, damals bis 82 kg Körpergewicht